# Квантове видоутворення
Квантове видоутворення — процес відгалужування нового дочірнього виду від невеликого периферійного ізоляту ширшого поліморфного предкового виду. Цей процес вперше описаний Майром (Mayr, 1954), а надалі його розробкою займалися Майр (Mayr, 1963) та інші дослідники.
Термін «квантове видоутворення» запропонував для позначення цього процесу Грант (Grant, 1963) з причин, які стануть ясніше надалі. Сам Майр (Mayr, 1954) користувався терміном «видоутворення шляхом генетичної революції»; є й інші синоніми: видоутворення внаслідок катастрофічного добору (Lewis, 1962), видоутворення внаслідок чергування підйомів і спадів чисельності популяцій (Carson, 1971). Нещодавно Майр (Mayr, 1982) запропонував ще один синонім — перипатричне видоутворення, не посилаючись при цьому на старіші терміни, які широко застосовуються нині.
При географічному видоутворенні зазвичай спостерігається наступна послідовність: локальна раса-географічна раса-аллопатричний напіввид-вид. На відміну від цього при квантовому видоутворенні відбувається безпосередній перехід від локальної раси до нового виду. Квантове видоутворення являє собою, таким чином, скорочений спосіб формування видів.
Початковою точкою для квантового видоутворення служить велика поліморфна предкова популяція, де відбувається вільне схрещування. Припустимо, що десь за межами області, зайнятої цим предковим видом, один або декілька мігрантів заснували невелику дочірню колонію. Така дочірня колонія буде просторово ізольована в займаній нею периферичній місцевості. Особи-засновники приносять в цю дочірню колонію лише невелику і невипадкову вибірку з генофонду предкової популяції. Тому в процесі заснування нової колонії відбувається дрейф генів. Далі, оскільки особинам-засновникам спочатку доводиться схрещуватися між собою, протягом перших поколінь в новій колонії відбувається інбридинг і додатковий дрейф генів.
Інбридинг в такій маленькій ізольованій дочірній колонії веде до утворення і закріплення нових гомозиготних сполучень генів, які зазвичай були б зруйновані внаслідок вільного схрещування в предковій популяції. Це само по собі є джерелом фенотипічних нововведень. Однак існує ще й додаткове джерело нововведень.
Зазвичай у популяціях з вільним схрещуванням спостерігається утворення гомеостатичних буферних систем, що забезпечують розвиток нормальних фенотипів з високогетерозиготних генотипів. Іншими словами, добір у популяціях з вільним схрещуванням сприяє аллелям, які взаємодіють один з одним в гетерозиготних поєднаннях, що призводить до утворення нормальних фенотипів.
Звідси випливає, що вимушений інбридинг і гомозиготність знімають ці гомеостатичні буфери і допускають формування нових фенотипів, які часто докорінно відрізняються від норми. Такі нові фенотипи, що з'являються внаслідок вимушеного інбридингу в популяціях, для яких нормою є вільне схрещування, називають феновідхиленнями. Феновідхилення добре відомі з експериментальних досліджень на дрозофілі, курях, первоцвіті, Linanthus та інших тваринах і рослинах. Вони постійно виникають в невеликих дочірніх колоніях, що походять від великих предкових популяцій з вільним схрещуванням.
Слід, таким чином, розрізняти нові фенотипи двох рівнів: по-перше, простих гомозиготних вищепенців, які елімінуються в предкових популяціях, але можуть закріпитися в невеликих ізольованих дочірніх колоніях, і, по-друге, феновідхилення.
Карсон (Carson, 1982; 1985) формулює цю ідею в термінах коадаптованих гетерозиготних генних систем. Такі генні системи розвиваються у великій предковій популяції з вільним схрещуванням. Вони розпадаються під час подій, пов'язаних з ефектом засновників, або при різких зниженнях величини популяції. Проте в невеликих дочірніх популяціях можливе утворення нових коадаптованих генних систем.
Немає жодних гарантій, що новий фенотип, який з'явився в дочірньої колонії, чи то простий гомозиготний вищепенець, чи то феновідхилення, матиме адаптивну цінність в тому середовищі, в якому знаходиться ця колонія. Якщо він такої цінності не має, то колонія незабаром вимре. Насправді більшість нових фенотипів, цілком ймовірно, виявляться невдахами, і колонії, що містять їх, ймовірно, не зможуть зберегтися. Але в довгому ряду проб, коли більша предкова популяція засновує численні дочірні колонії, в різні періоди часу і в різних ділянках поблизу межі ареалу один або кілька разів все ж можуть виникнути генотипи і фенотипи, яким ця адаптивна цінність притаманна.
Такі цінні в адаптивному відношенні генотипи, коли вони виникають, швидко закріплюються в дочірньої колонії внаслідок спільної дії інбридингу, дрейфу і доборуу. Ця колонія з новими фенотиповими ознаками та новим адаптивним типом може потім продовжувати збільшувати свою чисельність і розселятися як вид, що дивергує.
Фактором еволюції, який контролює квантове видоутворення, вважають поєднання добору з генетичним дрейфом. Висувалися також інші детермінуючі чинники, а саме ефект засновника (Mayr, 1954; 1963) і катастрофічний добір (Lewis, 1962), проте їх переважно розглядають як особливі випадки добору — генетичного дрейфу, як зазначено в одному з обговорень цієї проблеми (Grant, 1963). Концепція Райта (Wright, 1931) про взаємодію між добором і генетичним дрейфом у невеликих популяціях, хоча вона спочатку не мала відношення до способів видоутворення, надзвичайно важлива для теорії квантового видоутворення. Настільки ж важливу роль в цьому відіграє концепція квантових адаптивних зрушень в невеликих популяціях (Simpson, 1944).
Експериментальні дослідження, проведені для перевірки теорії квантового видоутворення, перебувають ще в початковому періоді. В одному з недавніх експериментів з великою популяцією кімнатної мухи (Musca domestica) з вільним схрещуванням було закладено лінії, що складаються з 1, 4 і 16 перехресних пар особин, тобто створені умови, що відповідають проходженню популяції через «вузьке горлечко» низькою чисельністю, після чого мухам дали можливість знову підвищити свою чисельність. Мух вимірювали по 8 морфологічних ознаках. Всупереч очікуванням в деяких експериментальних лініях генетична мінливість за цими ознаками зростала в порівнянні з мінливістю в контрольних лініях (Bryant et al., 1986 1988). Слід зазначити, однак, що ці лінії були доведені тільки до покоління F7. Існує необхідність подальших досліджень з квантового видоутворення.